# Olla Mourad
Olla Mourad (* 18. Juli 1998) ist eine katarische Tennisspielerin.

## Karriere
Mourad spielt hauptsächlich auf dem ITF Women’s Circuit, auf dem sie bisher noch kein Turnier gewinnen konnte.
Im Mai 2015 gewann sie den Titel der U18 beim Turnier der Qatar Tennis Federation im Khalifa International Tennis Complex.
Ihr erstes Turnier auf der WTA Tour bestritt sie im Februar 2015. Für die Qatar Total Open 2015 erhielt sie eine Wildcard für die Qualifikation. Sie unterlag dort in der ersten Runde der Britin Heather Watson mit 1:6 und 0:6. Für die Qatar Total Open 2016 erhielt sie abermals eine Wildcard für die Qualifikation. Sie unterlag dort in der ersten Runde der Bulgarin Sessil Karatantschewa mit 0:6 und 0:6. Im Doppel tritt sie mit der Tunesierin Ons Jabeur im Hauptfeld ebenfalls mit einer Wildcard an.
Sie trainiert in der IMG Academy.
Ihr bislang letztes internationale Turnier spielte Mourad im Februar 2016.

## Trivia
Mourad ist eine der arabischen Sportlerinnen, die Teil der Ausstellung Arab Women in Sport vom 26. Juli bis 23. Oktober 2013 in Manchester waren.